# مسجد جامع بجستان
مسجد جامع بجستان مربوط به دوره تیموریان است و در شهرستان بجستان، شهر بجستان واقع شده و این اثر در تاریخ ۵ آذر ۱۳۸۰ با شمارهٔ ثبت ۴۵۰۲ به‌عنوان یکی از آثار ملی ایران به ثبت رسیده است.